# Heliamphora ionasi
Heliamphora ionasi es una especie de planta carnívora perteneciente a la familia 
Sarraceniaceae. Es un endemismo de la meseta que se encuentra entre las bases de Ilu Tepui y Tramen Tepui en Venezuela.

## Descripción
Produce las hojas jarras más grandes del género, que puede alcanzar hasta los 50 cm de altura.
La especie fue descubierta por un equipo dirigido por Bassett Maguire y que comprende, entre otros, a Jonah Boyan.  Una fotografía de Maguire muestra a Boyan con un ejemplar de H. ionasi que apareció en la portada de la edición de septiembre de 1979 de Carnivorous Plant Newsletter.

## Taxonomía
Heliamphora ionasi fue descrita por Bassett Maguire y publicado en Memoirs of the New York Botanical Garden 29: 54, f. 53, en el año 1978.
Etimología
El epíteto específico ionasi se basa en una forma latinizada del nombre de Boyan, (Jonah).